# Famille Servan-Schreiber
 (novembre 2021).
Si vous disposez d'ouvrages ou d'articles de référence ou si vous connaissez des sites web de qualité traitant du thème abordé ici, merci de compléter l'article en donnant les références utiles à sa vérifiabilité et en les liant à la section « Notes et références ».
Ne doit pas être confondu avec Servan ou Schreiber.
La famille Servan-Schreiber, française d'origine juive allemande, s'est distinguée au cours du XXe siècle dans le journalisme.
Cette famille compte parmi ses membres des journalistes et directeurs de publication, un député qui fut également ministre, mais aussi une épouse de président du Conseil.

## Les fondateurs Joseph et Clara Schreiber
Joseph Schreiber (1845-1902), ou Julius Joseph Schreiber, né à Gleiwitz  en Silésie (alors en Prusse, aujourd’hui en Pologne), cadet d’une lignée de neuf enfants dont huit garçons, son père était un rabbin sans rabbinat.
Clara Schreiber (1855-1941), née Clara Feilchenfeld d'une famille juive allemande qui commerce dans le domaine du blé à Dantzig.
Selon la légende familiale, Joseph fut le secrétaire du chancelier Otto von Bismarck et choisit de s’exiler en France à la veille de la guerre franco-prussienne de 1870. Cette assertion, non vérifiée par des archives, fut contredite par l'ouvrage La Saga Servan-Schreiber relatant l'histoire de cette famille : Joseph était représentant de commerce à Berlin. Il y ouvrit une poste privée municipale puis essaya de l’étendre à Vienne. Face à l'antisémitisme et l'échec de son entreprise, Joseph décida d'émigrer aux États-Unis : rendant visite à des cousins parisiens avant de rejoindre le Havre pour prendre le paquebot pour New-York en 1877, il resta finalement à Paris où sa femme le rejoignit en 1879 et où ils s'installèrent d'abord dans le quartier juif-allemand[Lequel ?]. Joseph fonda une maison d’import-export d’articles de mercerie et de quincaillerie, la maison JJ Schreiber. Il fut proche d’Henri Brisson, son frère en franc-maçonnerie.
Malgré l'antisémitisme et l'antigermanisme français, la famille juive allemande descendante de rabbins réussit son intégration française (un décret paru au Journal officiel du 22 novembre 1894 naturalisait français les Schreiber). Émile Schreiber écrivit en 1917 un essai sur les relations entre l'Europe et les États-Unis qu'il signa sous le pseudonyme de Servan (inspiré par la commune bretonne de Saint-Servan). Il fit adjoindre ensuite ce pseudonyme à son nom patronymique pour faire plus « français » lors de la Seconde Guerre mondiale. Par la gloire militaire (Première guerre mondiale, Résistance pendant la Seconde)[pas clair], il accéda à la bourgeoisie, obtint un pouvoir d'influence par la presse et enfin un pouvoir politique. Ce nom composite sera ensuite repris par les autres membres de la famille.

## Généalogie simplifiée
Cette généalogie simplifiée présente les principales personnalités de la famille Servan-Schreiber et de ses alliances :
- Joseph Schreiber (1845-1902), épouse Clara Feilchenfeld (1855-1941).
  - Robert Servan-Schreiber (1880-1966), fondateur des Échos, épouse Suzanne Crémieux, sénatrice et vice-présidente du Parti radical.
    - Jean-Claude Servan-Schreiber (1918-2018) directeur de presse, député.
      - Fabienne Servan-Schreiber (1950), productrice de cinéma, épouse d'Henri Weber, député européen PS.
      - Pierre Servan-Schreiber (1955), avocat, médiateur, oléiculteur, éditeur, auteur.
      - Guillaume Servan-Schreiber (1965), formateur en langues.
        - Anastasia Servan-Schreiber (1998), anthropologue.

    - Marie-Claire Servan-Schreiber (1921-2004), journaliste, épouse Jacques Claret de Fleurieu puis Pierre Mendès France, président du Conseil.
    - Marie-Geneviève Servan-Schreiber.

  - Georges Schreiber (1884-1970), pédiatre épouse Isabelle Fanny Sauphar (1893-1975).
    - Philippe Servan-Schreiber (1922-1994) épouse Elizabeth Spanien  (1923-2006).
      - Catherine  Servan-Schreiber (1948-2021).
      - Sylvie Servan-Schreiber  (1949).

    - Francine (1924-2010), épouse Jacques Trèves (1911-1998).
      - Gilbert (1948-1994).
      - Odile (1950).

    - Marianne (1925-2016) épouse Jacques Lewis (1919-2024).
      - Véronique (1949).
      - Olivier  (1953).

  - Émile Servan-Schreiber (1888-1967), journaliste, codirecteur du journal Les Échos, épouse Denise Brésard (1900-1987).
    - Jean-Jacques Servan-Schreiber (1924-2006), journaliste, fondateur de L'Express, député, ministre épouse Sabine Becq de Fouquières.
      - David Servan-Schreiber (1961-2011), médecin, écrivain.
      - Émile Servan-Schreiber (1963), cogniticien, pionnier des marchés prédictifs, candidat indépendant aux législatives 2012 pour l'Amérique du Nord[6], épouse Laurence Debray.
      - Franklin Servan-Schreiber (1964), spécialiste des nouvelles technologies, ancien directeur de la communication du CIO.
      - Édouard Servan-Schreiber (1969), mathématicien, directeur d'un institut d'études.

    - Brigitte Servan-Schreiber (1925-1985), journaliste, sénatrice, épouse N. Gros.
      - Catherine Servan-Schreiber (1962), écrivain, auteur du roman Louise et Juliette décrivant la saga de la famille Servan-Schreiber sous l'occupation allemande en France.
      - François Gros Schreiber (1958), responsable de gestion privée dans une banque.

    - Bernadette Servan-Schreiber (1928), épouse Henri Gradis.
    - Christiane Servan-Schreiber (1930-2023) dite Christiane Collange, journaliste, écrivain, épouse Jean-François Coblence, puis Jean Ferniot, journaliste, puis Jean Ravel.
      - Jean-Marc Coblence.
      - Jean-Christophe Coblence .
      - Vincent Ferniot (1960), journaliste et chroniqueur gastronomique.
      - Simon Ferniot.

    - Jean-Louis Servan-Schreiber (1937-2020), époux de Claude Servan-Schreiber puis de Perla Servan-Schreiber
      - Pascaline Servan-Schreiber.
      - Florence Servan-Schreiber (1964), spécialiste en programmation neuro-linguistique, épouse Alex Berger, producteur.
      - Éric Servan-Schreiber.
      - Camille Servan-Schreiber.

## Pour approfondir